# ترانس اکتیویسیون
در زمینهٔ تنظیم بیان ژن؛ ترانس اکتیویسون (فعال سازی از راه دور)، افزایش سرعت بیان ژن بوده که طی یک فرایند زیستی یا به صورت مصنوعی کلید آغاز آن زده می‌شود، این عمل توسط بیان یک پروتئین ترانس اکتیوتور واسطه رخ می‌دهد. .
در زمینهٔ گیرنده سیگنال؛ ترانس اکتیویسیون زمانی اتفاق می‌افتد که یک یا چند گیرنده یکدیگر را فعال کنند